# 松浦功
松浦 功（まつうら いさお、1923年〈大正12年〉4月24日 - 2002年〈平成14年〉12月28日）は、日本の内務及び自治官僚、政治家。法務大臣（第63代）、参議院議員（3期）。

## 来歴
東京都出身。旧制東京高等学校卒業後、東京帝国大学法学部政治学科に入学。東京帝大在学中の1946年に高等試験行政科に合格。1947年、東京帝大を卒業し、旧内務省に入省（地方局配属）。自治省大臣官房総務課長、北九州市助役、消防庁長官、自治事務次官などを歴任した後、1980年の参議院議員選挙に全国区から自民党公認で出馬し初当選。1995年、自民党地方自治関係団体委員長。1996年、第2次橋本内閣の法務大臣として初入閣。1998年、政界引退。同年春の叙勲で勲一等瑞宝章受章。
2002年12月28日、肺炎による呼吸不全のため死去、79歳没。死没日をもって従七位から従三位に叙される。
弟は三菱建設副社長の松浦慎。

## 主な活動

### 行政改革
自治省の官房総務課長から格下げとも言える北九州市助役への出向をしたが、その北九州市で徹底した行政改革を行なったため、「人切りの松」と呼ばれた。松浦はそれまでの市長吉田法晴による革新市政下で増大した財政赤字を削減するため、市長谷伍平とともに市役所職員数の削減、給与の引き下げや 生活保護需給者数の削減などを進めた。

### 死刑執行命令
約10か月の法務大臣在任中、永山則夫連続射殺事件の犯人、永山則夫ら7人の死刑囚の死刑執行を命令した。